# 함평공설운동장
함평공설운동장(咸平公設運動場, Hampyeong Public Stadium)은 대한민국 전라남도 함평군에 있는 스포츠 시설이다. 천연잔디 필드와 우레탄 트랙이 갖춰진 경기장이며, 2002년에 준공되었다.

## 참고 문헌
- “함평군 체육시설”. 《함평군청》. 함평군청.
- 《2020년 전국 공공체육시설 현황 (2019년말 기준)》. 대한민국 문화체육관광부. 2021.
- 《2023 전국 공공체육시설 현황 (2022년 12월말 기준)》. 대한민국 문화체육관광부. 2024.